# ستيفن كيلوغ
ستيفن كيلوغ (بالإنجليزية: Stephen Kellogg)‏ هو مغن مؤلف أمريكي، ولد في 28 نوفمبر 1976 في وست تشستر ‏ في الولايات المتحدة.

## روابط خارجية
- ستيفن كيلوغ على موقع ميوزك برينز (الإنجليزية)